# Schlapperebenspitzen
Die Schlapperebenspitzen (auch Schlapperebenspitz und Schlapperebenspitze) sind eine bis 3021 m ü. A. hohe Kette von Berggipfeln in der Goldberggruppe der Zentralalpen in den österreichischen Bundesländern Kärnten und Salzburg.

## Lage und Umgebung
Die felsigen Schlapperebenspitzen erheben sich an der Grenze zwischen der Salzburger Gemeinde Bad Gastein im Norden und der Kärntner Gemeinde Flattach im Süden. Der Salzburger Teil des Bergs gehört zum Nationalpark Hohe Tauern. Die oberen südöstlichen Hänge in Kärnten liegen im Naturschutzgebiet Wurten. Der Berg ist Teil eines Gebirgskamms, der das Nassfeld umrahmt. Der Kamm beginnt beim Kolmkarspitz und führt über das Niedersachsenhaus, den Neunerkogel, die Herzog-Ernst-Spitze, das Schareck, den Weinflaschenkopf, die Schlapperebenspitzen, die Murauer Köpfe, den Hinteren Geißlkopf, den Vorderen Geißlkopf und den Westerfrölkekogel bis zur Hagener Hütte am Niederen Tauern.
Nordöstlich vorgelagert erhebt sich als Vorgipfel der Sparangerkopf, der vom Nassfeld aus jedoch markanter als die hinter ihm liegenden Schlapperebenspitzen wirkt. Auf den Schlapperebenspitzen befinden sich Gletscher, darunter das große Schlapperebenkees an der Nordflanke. Südwestlich des Gipfels liegt der kleine Stübelesee, östlich der kleine Sparangerkeessee.
Über die südlichen Hänge verläuft der Weitwanderweg Zentralalpenweg. Die Schlapperebenspitzen zählen zu den 55 Gipfeln des Gasteinertals, für deren vollständige Besteigung der Gasteiner Gipfelkranz vergeben wird, die höchste Klasse der Gasteiner Wandernadeln des Österreichischen Alpenvereins.

## Geologie
In geologischer Hinsicht sind die Schlapperebenspitzen von Granitgneis und Orthogneis des Tauernfensters (Penninikum) geprägt. Im Bereich eines aufgelassenen Bergwerks an den südlichen Hängen wurden folgende Mineralien dokumentiert: Anatas, Arsenopyrit, Bergkristall, Bismuthinit, Carbonat-Cyanotrichit, Chalkophanit, Chalkopyrit, Cerussit, Covellin, Freibergit, Galenit, Galenobismutit, Gladit, Goethit, Gold, Krupkait, Linarit, Malachit, Markasit, Pekoit, Polybasit, Pyrargyrit, Pyrit, Pyrrhotin, Pyrostilpnit, Quarz, Sphalerit, Tetradymit, Tetraedrit, Tsumoit und Witherit.

## Name
Der erste Teil des Namens leitet sich vom slowenischen Wort  slap für „Wasserfall“ her, das mit ‹sch› eingedeutscht und in die Mehrzahl gesetzt wurde. „Schlapper“ kann sich somit auf einen aus mehreren kleinen Wasserfällen bestehenden Gebirgsbach beziehen.